# الکس موزو
الکس موزو (انگلیسی: Álex Mozo؛ زادهٔ ۲۲ آوریل ۱۹۹۵) بازیکن فوتبال اهل اسپانیا است که در پست هافبک میانی در سی‌دی موستولز بازی‌ می‌کند.